# フルーツ宅配便
『フルーツ宅配便』（フルーツたくはいびん、Fruits Delivery Service）は、鈴木良雄による日本の漫画作品。小学館の『ビッグコミックオリジナル』にて、2015年24号から2021年11号まで連載された。2020年2号からはデジタル版限定連載への移行が告知されたが、実際には数号で紙版に掲載されなかったのみで通常連載に復帰している。その後、2021年1号で再び紙版での連載を終了し、同年3号から11号までデジタル版限定連載された。
テレビドラマ化され、2019年1月から3月までテレビ東京の『ドラマ24』枠にて放送された。

## あらすじ
咲田は東京でサラリーマンをしていたが、勤務先が倒産したことで失業し故郷へ帰って来た。故郷のラーメン店で食事をしていたところにかつての知人・ミスジと再会し、ミスジから「デリバリーヘルスで働かないか?」と誘われる。こうして咲田はデリバリーヘルス・「フルーツ宅配便」の店長見習いとして勤務することになるが、そこに勤務する女性たちは夫のDVから逃れて来た者、生活費のために勤務する者などの様々な事情を抱えていた。

## 主な登場人物
咲田（さきた）
主人公。東京でサラリーマンをしていたが失業し、故郷に帰ってきた際にミスジと再会し「フルーツ宅配便」の店長代理として勤務することになる。「ラーメンまつばら」の「ねぎみそ」が好物のごく普通の青年。
ミスジ
デリバリーヘルス「フルーツ宅配便」の経営者。一見コワモテだが、仕事は良く出来てデリヘルの女性達にも親身に接する。「フルーツ宅配便」の女性達の源氏名は基本的に果物の名前をつけている。
マサカネ
「フルーツ宅配便」の男性従業員。主に女性達の送迎や電話対応などを行っている。たいへんな食いしん坊。少々間抜けな面も見受けられるが、体がすこぶる丈夫で腕っぷしも強く、自店のデリヘル嬢が派遣先で不埒な男性客に危険な目に遭っていることをいち早く察知し、機転を利かせて女性を救出するなどの勇敢な一面もある。
ミズ子
「フルーツ宅配便」のデリヘル嬢兼雑務担当。祖母と2人暮らし。この先、祖母が体調を崩して介護が必要になった場合に長時間働く事が出来なくなる事を危惧し、時給が高い風俗業界に入った。
ドラゴンフルーツ
風俗業界では「伝説」とされている超ベテランのデリヘル嬢。現在はデリヘル「フルーツ宅配便」に在籍している。初登場時は孫が高校2年生だったことから、周囲にはドラゴンフルーツ本人の年齢は70代と推測された。デリヘル嬢の技術講師を務めるほど、接客やプレイ技術に長けている。スタッフから絶大な信頼を寄せられているため、難しそうな客の対応を求められることが多い。ホテルの部屋をノックして顔を見せると、その外見から客に清掃スタッフの女性と間違われることが多いが、プレイ後はすべての客が満足している。ただし、うっかり料金をもらい忘れることもある。
あんず
ミズ子の中学時代の同級生。「フルーツ宅配便」に入社した際にミズ子と偶然再会した。入店当初にミズ子から風俗業界に来た理由を聞かれたがその際は理由を明言しなかった。その後勤務から数日経った頃、ミスジや咲田らに「店を辞めなければいけなくなった」と告げて退社した。元は銀行に勤務していたが交際していた男性から「お金を融通して欲しい」と頼まれた事で銀行員という立場を利用して顧客の預金に手をつけて横領した事で逮捕されており、「フルーツ宅配便」に入店した時期は保釈中の身であった。弁護士からは「執行猶予がつく」と説明を受けていたが、結局実刑判決を受けてしまい刑務所に入る事になった。風俗業界に入った理由は弁護士費用や保釈金を親に支払わせてしまった事で借金を抱えており、保釈期間中にお金を貯めておきたかったためであった事が明かされた。
ユウト
父親のカマタと共に釣りをしていた際に、ミスジと知り合った青年。年齢は18歳で、母親はすでに亡くなり、父親と二人暮らしをしている。緊張すると言葉をよく噛み、「はい」を「はいぃぃ」としゃべったり、いかにも頼りなさげな様子を見せる。印刷会社で働いていたが、職場の先輩からの激しいイジメで退職を余儀なくされた。のちにミスジから誘われてデリヘル「フルーツ宅配便」で、送迎ドライバーを務めるようになる。気弱ながら優しい性格で、父親のカマタに心配をかけまいと、印刷会社で受けているイジメを隠し通した。また、エイミがカマタ家に置き去りにした娘、チサには、母親不在で不安な状態のため愛情持って接するなど、父親ゆずりの人の好さを持つ。何も知らずにデリヘル業界に入ったが、デリヘル嬢から「ありがとう」と言われ、社会に出て初めて仕事のやりがいを感じるようになる。
カマタ
ユウトの父親。ミスジの釣り仲間の中年男性で、胃腸が非常に弱い。妻が亡くなってからユウトと二人暮らしで、エイミと出会って結婚を視野に入れた付き合いを始める。しかし、娘のチサを連れてカマタ家に同居していたエイミが次第に家に帰って来なくなっても、ユウトと二人でチサに愛情を持って接していた。エイミに娘を押しつけられただけという状況にもかかわらず、エイミを恨むことなくチサの同居を歓迎するなど、お人好しな性格の持ち主。学生時代は不良からイジメられていた過去がある。
エイミ
デリヘル「フルーツ宅配便」に在籍していた女性。フルーツ宅配便在籍時の源氏名は「マンゴー」。「チサ」という名前の娘が一人おり、離婚した元旦那から最近親権を取り戻した。美人なことから客から人気があるが、客からオプション料金を取って着服したり、店を通さずに客と直引きしたりことで解雇された。解雇されてからもフルーツ宅配便の元指名客に連絡してお金をもらっていたが、金持ちと思っていた客が実はネカフェ難民だったりと、男運が非常に悪い。のちにカマタと出会い、チサと共にカマタ家に転がり込むこととなる。しかし次第に家に帰ってこなくなり、チサの世話をカマタやユウトに押し付け、悪徳スナックに勤務するようになる。
コトミ
母子家庭で育った容姿端麗な女性。会計事務所で事務を務めていた。母親が無職の彼氏を家に連れて来たことで、関係がギクシャクするようになる。その後、追い討ちをかけるように、母親は彼氏に言いくるめられ、コトミはモグリの自立支援センターに売り飛ばされてしまう。自立支援センターから斡旋（あっせん）されたキャバクラで働くようになり、アキと出会って自立支援センターを脱走する。アキの家で同居するようになるものの、アキに勧められてデリヘル「フルーツ宅配便」で働き始めた。源氏名は「ライム」。男運の悪さは母親譲りで、のちに裏表なく優しく接してくれる咲田に思いを寄せるようになる。
小田 (おだ)
地元で咲田と同級生だった男性。老けた容姿で、小学生の頃から遠足では引率の先生に間違われていた。彼女がいない咲田を合コンに誘ったりと、何かと面倒見がいい。初登場時は会社員だったが、のちに脱サラして焼き鳥屋を開業する。現在は咲田をはじめ同級生のアキや、小学生時代の通学見守りのおじいちゃんなど、地元の人たちが集まる人気店となる。デリヘル「フルーツ宅配便」の従業員やデリヘル嬢もよく利用している。一見店は平和そうだが、客同士の距離が近いため度々トラブルが起こる。
アキ
地元で咲田と同級生だった男性。小学校卒業と同時に転校したが、最近故郷に帰って来た。イケメンだが生活はかなり破綻しており、その日暮らしを続けている。同級生の小田が経営する焼き鳥屋の常連でもある。子供の頃、交通見守りのおじいちゃんに、車に轢（ひ）かれそうなところを救われた過去がある。愛情のない家庭で育ったたため、ふつうの家庭で育った咲田や小田と昔から距離を感じていた。中学生の頃、アキをイジメていた父親をボコボコに殴り倒して親の呪縛から解放されたが、暴力に目覚めて10代の頃の生活は荒れていた。悩みを抱えた女性に近づき、言葉巧みに騙（だま）して稼ぎを奪い取ったり、街金から借りたお金を踏み倒したりしている。倫理に反する言動が目立つが、咲田と小田のことを現在でも親友だと思っており、小学生の頃に咲田にもらったグローブを未だに大切に持っている。
ゆず
咲田がデリヘル「フルーツ宅配便」で、初めて面接をしたシングルマザーの女性。ミスジから「ゆず」という源氏名を付けられた。容姿端麗ながら顔の右半分に醜いアザがある。そのアザは離婚した元夫と口論した際に、就寝中にアイロンを押し当てられてできたものである。元夫はその蛮行が原因で逮捕され、離婚が成立した。前髪を顔の右半分に垂らしてアザを隠している。客からの反応はドアを開けた瞬間はいいものの、髪を上げるとアザが気持ち悪いと言われてチェンジされることが続く。チェンジされない場合は、顔のアザをタオルで隠して接客している。腫れ物のように扱われることに悔し涙を流し、突然連絡を絶ってフルーツ宅配便を辞める。
アニメオタクの男性
アニメが大好きな童貞男性。彼女がおり、彼女の事を愛しているが未だセックスには至っていない。年齢は22歳。彼女からお泊まり前提の鍋パーティーに誘われ、人生で初めてセックスを意識する。童貞のためセックスの仕方がわからないので、風俗で練習しようとデリヘル「フルーツ宅配便」でドラゴンフルーツを指名した。基本的に性に対して恥ずかしさと恐怖心があるため、なるべく風俗店っぽくない名前のフルーツ宅配便を選んだ。
ブルーベリー
黒髪のミドルヘアの女性。もともとは都内で内縁の夫であるナオヒトと5歳の娘、アカネと暮らしていた。しかし、ナオヒトが覚せい剤にハマり逮捕され、実刑となったことで別れた。ブルーベリー自身もナオヒトに勧められて、覚せい剤を少量とはいえ使用したことで逮捕され、懲役2年の判決を受ける。だが執行猶予3年をもらえたことで、刑務所に入ることなくアカネと共に実家に帰って来た。母親や親戚から裁判費用を用立ててもらっていたため、運送屋で働きお金を返していた。アカネが小学校に上がる際に、ランドセルをはじめ色々とお金がかかることを考え、デリヘル「フルーツ宅配便」で働き始める。源氏名は「ブルーベリー」。若い頃から体力に自信があったため、昼は運送屋、夜はデリヘルというダブルワークをこなしている。マサカネから「体力がつくから」という理由でよくシーチキンおにぎりを貰（もら）っている。常連客も増えて借金も順調に返済していたが疲労は確実に蓄積され、家や送迎中の車で眠っていることが多くなる。さらに常連客から覚せい剤を勧められ、執行猶予中にもかかわらず使用してしまい、どんどん痩せていく。
プルーン
ショートヘアのかわいらしい顔立ちの女性。父子家庭で育った。父親は居酒屋を経営しているが、客があまり来ないために経営は火の車状態にある。高校卒業後、声優になることを夢見て声優の専門学校に通っていた。男手ひとつでプルーン自身を育ててくれた父親に感謝している。父親は居酒屋の開店資金を親戚から借りていたが、返済が滞る父親に痺（しび）れを切らした親戚が、金融屋に債権を売ったことで、自宅はもちろんプルーンのバイト先のコンビニにまで借金取りが押しかけるようになる。のちに借金取りから「死亡保険金での借金の精算」と、父親の命をチラつかされ、親の借金を返すためにデリヘル「フルーツ宅配便」で働き始める。源氏名は「プルーン」。その際に、声優の専門学校とコンビニのアルバイトは辞めている。
マルメロ
黒髪ショートヘアの女性。初登場時の年齢は20歳。18歳の時、就職のため祖母と暮らす実家から離れ一人暮らしを始めた。本名は「岡本」。入社した会社で唯一の同期である男性社員の辻に騙され、借金を負ってしまう。その借金の返済のため、デリヘル「フルーツ宅配便」で働き始めた。源氏名は「マルメロ」。昼の会社はそのまま働き続け、ダブルワークをしながら借金を完済したしっかり者。お人好しな性格で、「人生は何回でも挽回（ばんかい）できる」という持論を持っており、状況が悪くなっても解決する努力を惜しまない。借金を完済したあとも、マンションを買うためにデリヘルを続けている。父親から虐待されていた過去があり、その時は祖母に助けを求める手紙を出し、父親と決別することに成功した。現在住んでいるアパートのとなりの部屋の女の子が、父親から虐待されていることを知り、なんとかしたいと考えている。
ユウタ
サラリーマンの男性。妊娠中の妻を気遣い、上司に飲みに誘われても真っ直ぐ帰るほどの愛妻家。妻が出産準備のため実家へ帰っているあいだに、同僚に勧められてデリヘル「フルーツ宅配便」の「ポンカン」を自宅に呼んだ際に、荷物を取りに帰って来た妻と鉢合わせとなり、離婚の危機へと発展してしまう。義父から気に入られており、嫁の実家での話し合いではかばってもらっている。嫁からは「ユウちゃん」と呼ばれている。
マナミ
母親が亡くなり、現在は父親と二人暮らしをしている女性。あまり家に帰ることなく、親友のさよ子の家によく泊まっている。父親からはそんな生活を心配されているが、マナミ自身は父親を煙たがっている。その寂しさからホストクラブにハマり、ツケで飲みまくって店に多額の借金を負ってしまう。のちに担当ホストのタツヤと暮らすようになるが、ホストクラブの借金を返済するためにタツヤと組んで、ネットで騙したオヤジに美人局を行なってお金を稼ぐようになる。美人局中にタツヤの策略にハマって人を殺してしまったと思いこみ、以後タツヤの言いなりとなり、デリヘル「フルーツ宅配便」で働き始めた。源氏名は「ラズベリー」。弱みを握られているタツヤから暴力を振るわれても受け入れることしかできず、生活は困窮している。フルーツ宅配便に出勤した際に、仕事終わりにマサカネとよくラーメンを食べに行っている。以前は男性を顔で選んでいたが、マサカネのように優しい男性を好きになればよかったと反省していた。
タツヤ
ホストの青年。客には優しく接しているが、実際はDV気質のクズ。茶髪でいかにもチャラい外見をしている。相手が自分より弱いと知ると強気な態度を取り、暴力を振るっていいなりにしている。マナミの孤独につけ込んで、自らのホストクラブに多額の借金を負わせた。のちにマナミといっしょに暮らすも、店の借金返済のため美人局を装って金を騙し取っていた。そんな中、タツヤが雇ったオヤジに死んだふりをさせて、マナミが殺人を犯したように見せかけたうえで、マナミを逃して恩を売り、完全に支配下に置いた。その後はマナミをデリヘル「フルーツ宅配便」で働かせ、その稼ぎをすべて奪っている。
あたる
工場に勤務する青年。内気な性格をしている。高校時代に久保という名の同級生からイジメられていた過去を持つ。実家の経済的な理由もあり、大学に進学せずに就職した。ストーカー気質で、電車内でたまたま見かけた好みの女性、安藤まどかを尾行して家を突き止めた。そんな中、ゴミを漁り電話番号を突き止め、間違い電話を装って電話をかけるなど、その行動がエスカレートしていく。まどかへのストーキング行為が日課となった頃、まどかがデリヘル「フルーツ宅配便」で働き始めたことを知り、同時にあたる自身をイジメていた久保とまどかのデートを目撃してしまう。
安藤 まどか (あんどう まどか)
デリヘル「フルーツ宅配便」に在籍する女性。店のプロフィールでは年齢が22歳となっている。母子家庭で育ち、奨学金で大学に進学した。そこそこの企業に就職するも、新入社員時代にカゼで4日間休んだことをきっかけに上司から嫌味を言われ、仕事を振ってもらえずに窓際社員となる。入社から1か月が過ぎる頃に、自主退職をうながされ会社を辞めてしまう。奨学金を返さないといけないため、フルーツ宅配便で働き始めた。源氏名は「タマリロ」。生真面目な性格なため、咲田からも信頼され、指名客も順調に増えていく。安藤まどか自身の指名客の中にはあたるを高校時代にイジメていた久保がおり、久保に口説かれデートをするうちに信用するようになり、まどかの自宅でセックスをする関係となる。ちなみに会社員時代からあたるにストーキングされているが、まどか自身はまったく気づいていなかった。
手塚 サトル (てづか さとる)
キャバクラが大好きな青年。イケメンながらキャバ嬢からは相手にされていない。ツケで飲んでいたが無職だったため、支払いができずにキャバクラの黒服に言われるまま、ソープのスカウトマンとなった。タレントや女優のスカウトのふりをして女性に声をかけ、手塚サトルとグルになっているバーに連れていき、睡眠薬を盛り女性を眠らせたのち、高額な酒を大量に飲んだことにして多額の金額を請求した。その借金を返すために、ソープに落とすという方法で女性を罠にはめている。強引な方法ながら、サトルも被害者を演じることで女性からの恨みの矛先を回避していた。また意外と女性のケアをしっかりやっているようで、騙してソープで働かせていたミクからも信頼され、親友であるゆいなを紹介された。
ゆいな
最近ネイルサロンを開業した女性。しかしまだ常連客が付いておらず、経営は完全に赤字状態。ネイルサロンの営業時間外で稼げる副業として、デリヘル「フルーツ宅配便」で働き始めた。源氏名は「あまなつ」。基本的に他人を信用していないが、小学校からの親友であるミクだけは信頼している。容姿端麗なことから、フルーツ宅配便に入ってすぐに人気となり、ミスジや咲田にも大事にされている。
ミク
ゆいなと親友の女性。小学校からの友達のゆいなを非常に大事に思っており、ゆいなが開業したネイルサロンが軌道に乗っていない時は、ミク自身の貯金を渡そうとしたほど。ごくごくふつうの外見のため、男性からチヤホヤされた経験はまったくない。手塚サトルにタレントとしてスカウトされたことで舞い上がり、ぼったくりバーで高額な飲み代を請求され、ソープで働くこととなる。手塚の色仕掛けにハマって恋心を抱くようになり、ゆいなを紹介してしまう。
ツガ
パンチパーマでヤクザ然とした風貌をした男性。かつて暴走族として暴れ回っていた。小学生のマサカネと出会い、敵対チームとの喧嘩に巻き込んでしまった過去がある。その際にマサカネの強さを認め、年齢は離れていながらも親しくしている。暴走族卒業後はヤクザとなるが、現在は暴対法により組が解散し、カタギとなっている。ヤクザ時代からのシノギとして、デリヘル「でりぃ倶楽部」という名の店を隣市で経営している。店の売上が思うように伸びず悩んでいた際にマサカネに連絡を取り、デリヘル「フルーツ宅配便」のオーナーを務めるミスジを紹介してもらい、風俗店のノウハウを学ぶ。「やられたらやり返す」を基本理念としており、半グレが母体のライバル店「デリヘルクィーン」にデリヘル嬢を引き抜かれたことをきっかけにトラブルに発展していく。
サンプルーン
茶髪でかわいらしい顔立ちの女性。昼は会社員として働き、夜はデリヘル「フルーツ宅配便」で働いている。源氏名は「サンプルーン」で、本名は「なな子」。雨漏りがするような狭くてボロいアパートに、母親と二人暮らしをしている。自他共に認める守銭奴で、デリヘルで貯めた350万円の貯金を大切にしている。母親の体が弱いため、サンプルーン自身が稼がなければいけないという意識が強い。もともとはマンションを買うために始めた貯金だったが、頭金が溜まった現在も、もったいないからと、未だにボロアパートで暮らしている。指名客も数人おり、特にニムラからの本指名が多い。母親が振り込め詐欺に遭い、必死で貯めた350万円を騙し取られてしまい、再び一からマンションの費用を貯め直すことになる。そんな中、ニムラから「効率のいい仕事」としてぼったくりバーを紹介され、三つの仕事を掛け持ちすることになる。
ニムラ
デリヘル「フルーツ宅配便」の常連客の男性。サンプルーンを指名している。一見気弱そうな優男という印象だが、実はかなりの曲者（くせもの）である。子供の頃に、事業で失敗した父親が借金を清算するために自殺してしまう。母親からは「父親は金のために死んだ」と聞かされていたため、本当に金のために命を捨てる人間がいるのかという疑問をずっと抱き続けている。そんな中、会うたびに金の話をするサンプルーンに興味を持ち、彼女が金のためにどこまでやれるのかを確かめる実験を始める。サンプルーンの母親を振り込め詐欺で騙した黒幕がニムラであり、彼女に次から次へと怪しい仕事を紹介しては、最終的には保険金のために自殺するよう誘導する。
ミノダ アカリ
地味な雰囲気ながら、かわいらしい顔立ちの女性。年齢は18歳。施設育ちで、施設を出てからはレストランで働いて同僚ともうまくやっている。しかし複雑な過去を持ち、市役所に勤めていた父親は、市長の与田の汚職を告発しようとして事故に見せかけられ殺害された。のちに自分を引き取ってくれた叔父は、父親の仇を討つために与田を拳銃で襲撃するが、銃が不発で逮捕され、ミノダアカリ自身は施設に入ることになった。壮絶な生活を強いられていたので、人を好きになる余裕もなく恋愛どころではなかったため未だ処女である。同期の同僚のハセミナトに次第に惹（ひ）かれていくも、その感情が恋だと自覚するのにも相当な時間を要した。お金に困っているハセが、今働いているレストランより給料のいい職場への転職を考えていることを知ると、純粋な性格のため「お金があればハセと働き続けられる」と考え、デリヘル「フルーツ宅配便」で働き始める。源氏名は「チェリー」。
ハセ ミナト
ミノダアカリと同じレストランで働いている青年。年齢は20歳。一見気弱そうな見えるが、アカリがタチの悪い男性客からナンパされているのを助けるなど、実直な性格の持ち主。高校時代から思いを寄せるリリコという名の女性から、会うたびに何かと理由をつけてはお金をせびられている。アカリを同僚として大切に思っているが、アカリから思いを寄せられていることには気づいていない。リリコとのデートでホテルに行くが、そこにリリコの夫を名乗る男が乱入し、慰謝料として300万円を請求された。悪徳金融で借金をさせられ、利息を支払い続けているにもかかわらず、悪徳金融は職場のレストランまで取り立てに来るため、働きづらくなったハセミナトはレストランを辞め、利息の棒引きを条件に悪徳金融で雑用として働くこととなる。そんな中、現市長の与田の自宅を銃で発砲しろと命じられる。

## フルーツ宅配便
```
フルーツ宅配便 (ふるーつたくはいびん)
```

とある地方都市にあるデリヘル。ミスジがオーナー、咲田が店長、マサカネが送迎ドライバーを務めている。風俗営業許可を取得し、税金も支払っているために一般の会社として登記されている。事務所はふつうのアパートの一室にある。在籍するデリヘル嬢はフルーツにちなんだ源氏名が付けられている。ミスジの意向により、「女の子を大切に扱う」という理念で運営され、ほかの地域にも知られる優良店となっている。また、子供がいるデリヘル嬢のために、接客中は事務所で子供を預かることもある。店の規則が厳しく、その規則を破ったデリヘル嬢は直ちに除籍となる。しかし事情がある場合は、ミスジからそのデリヘル嬢に適した風俗店を紹介されることもある。

## 書誌情報
- 鈴木良雄 『フルーツ宅配便』 小学館〈ビッグコミックス〉、全14巻
  1. 2016年7月29日発売、ISBN 978-4-09-187727-7
  2. 2016年11月30日発売、ISBN 978-4-09-189256-0
  3. 2017年5月30日発売、ISBN 978-4-09-189525-7
  4. 2017年8月30日発売、ISBN 978-4-09-189629-2
  5. 2017年12月27日発売、ISBN 978-4-09-189713-8
  6. 2018年6月29日発売、ISBN 978-4-09-189899-9
  7. 2018年12月27日発売、ISBN 978-4-09-860161-5
  8. 2019年3月29日発売、ISBN 978-4-09-860250-6
  9. 2019年7月30日発売、ISBN 978-4-09-860371-8
  10. 2019年12月26日発売、ISBN 978-4-09-860474-6
  11. 2020年6月30日発売、ISBN 978-4-09-860646-7
  12. 2020年10月30日発売、ISBN 978-4-09-860756-3
  13. 2021年4月30日発売、ISBN 978-4-09-861034-1
  14. 2021年8月30日発売、ISBN 978-4-09-861140-9

## テレビドラマ
テレビ東京制作・テレビ東京系「ドラマ24」枠にて2019年1月12日から3月30日まで放送された。主演は濱田岳。
地上波という制約の中で"本番行為"を匂わす演出をせず、"いかに見せないで表現するか"にこだわっている。一方で深夜帯のため"デリヘル"、"フェラチオ"の単語は使用している（テレビ東京の基準ではゴールデンタイムではNGとしている）。
演出の白石の要望でクランクイン前には全話の脚本を完成させており、全体像を見たうえでの演出微調整を各話で行っている。

### キャスト
- 咲田真一 - 濱田岳（少年期：下川恭平）
- 本橋えみ - 仲里依紗[8]（少女期：原田明莉）
- 小田哲郎 - 前野朋哉（少年期：沢口拓）
- みかん - 徳永えり[9]
- イチゴ - 山下リオ[9]
- レモン - 北原里英[9]
- みず子 - 原扶貴子
- マサカネ - 荒川良々[8]
- ミスジ - 松尾スズキ[8]
- 沢田宗徳 - 田中哲司

### 各話ゲスト

#### 第1話
- ゆず - 内山理名

#### 第2話
- モモ - 成海璃子
- スイカ - うらじぬの
- 元木大介 - 本人

#### 第3話
- 春香 - 竹内恵美

#### 第4話
- 丸谷 - 嶋田久作

#### 第5話
- スダチ - 内田慈
- 水谷 - 古舘寛治
- 本橋智子 - 渡辺真起子
- えみの新しい父親 - 奥田洋平

#### 第6話
- ドラゴンフルーツ - 山口美也子
- 関 - 黒田大輔
- 安田 -山中崇

#### 第7話
- サクランボ - 筧美和子
- 吉田 - 村杉蝉之介

#### 第8話
- ブルーベリー - 中村ゆり
- 松島 - 平原テツ

#### 第9話
- カボス - 松本若菜
- チンピラ - 超特急

#### 第10話
- グァバ - 松岡依都美
- 井上俊哉 - 中島歩

#### 第11話
- スモモ - 阿部純子

#### 最終話
- 刑事・八神 - 音尾琢真

### スタッフ
- 脚本 - 根本ノンジ
- 監督 - 白石和彌、沖田修一、是安祐
- 音楽 - 高田漣
- オープニングテーマ - EGO-WRAPPIN' 「裸足の果実」（NOFRAMES）
- エンディングテーマ - 超特急 「ソレイユ」（SDR）
- ロケ協力 - 木更津ロケーションサービス、木更津観光協会、袖ケ浦フィルムコミッション　ほか
- 劇中画 - 奥田悠樹
- アクション - 高槻祐士（スタントチーム Gocoo）
- 技術協力 - 東映デジタルセンター
- 取材協力 - 鶯谷デッドボール
- チーフプロデューサー - 浅野太（テレビ東京）
- プロデューサー - 濱谷晃一（テレビ東京）、木下真梨子（テレビ東京）、赤城聡（フラミンゴ）、押田興将（オフィス・シロウズ）
- 制作 - テレビ東京、オフィス・シロウズ
- 製作著作 - 「フルーツ宅配便」製作委員会

### 受賞
- 第45回放送文化基金賞テレビドラマ番組部門
  - 奨励賞
  - 演技賞 濱田岳

### 放送日程
| 放送回 | 放送日  | サブタイトル             | ラテ欄                                                                           | 監督     |
| ------ | ------- | ------------------------ | -------------------------------------------------------------------------------- | -------- |
| 第1話  | 1月12日 | ゆず                     | 僕がデリヘル店長!? 風俗嬢のワケあり人間ドラマ! 借金、DV⋯シングル母の裏事情       | 白石和彌 |
| 第2話  | 1月19日 | モモとスイカ             | 僕がデリヘル店長!? 詐欺で借金の美人OL VS 整形資金欲しい女! 風俗嬢の驚き裏事情    | 白石和彌 |
| 第3話  | 1月26日 | みかん                   | デリヘル嬢を狙う盗撮AV! 息子想いのシングル母が餌食に⋯犯人に怒りの鉄槌!           | 白石和彌 |
| 第4話  | 2月02日 | イチゴ                   | 72歳の元警察官がデリヘル嬢に恋した!? ヒモ彼氏発覚で暴走⋯孤独な老人の決断!        | 沖田修一 |
| 第5話  | 2月09日 | スダチ                   | デリヘルで禁断営業“直引き行為”の罠! 娘の学費を稼ぐため…罰金100万円に涙!          | 沖田修一 |
| 第6話  | 2月16日 | レモンとドラゴンフルーツ | コミュ障デリヘル嬢 客に本気の恋をした! “指詰めます”決死の退店宣言に大騒ぎ!       | 沖田修一 |
| 第7話  | 2月23日 | サクランボ               | デリヘル嬢が脅迫! 無理やり本番されたとバラす…窮地の政治家の逆襲で大ピンチ!       | 是安祐   |
| 第8話  | 3月02日 | ブルーベリー             | デリヘル嬢に覚醒剤の誘惑⋯ 再出発を誓ったシングル母がラブホで卑劣な客の餌食に!?   | 是安祐   |
| 第9話  | 3月09日 | カボス                   | デリヘル嬢と運転手禁断の恋! 秋田美人に裏の顔…結婚詐欺師!? 逃避行には甘い罠!      | 沖田修一 |
| 第10話 | 3月16日 | グァバ                   | デリヘル嬢は憧れの同級生⋯ ラブホテルで気まずい90分フルコース! 合コンで絶体絶命!? | 白石和彌 |
| 第11話 | 3月23日 | スモモ                   | デリヘル嬢が妊娠⋯相手のゲス客は逃亡! 怒りの仁義なき復讐が“殺人事件”招く!?        | 白石和彌 |
| 最終話 | 3月30日 | グレープフルーツ         | デリヘルが営業停止⋯拉致された同級生の行く先は“売春島”!? 新米店長最大の危機       | 白石和彌 |

| テレビ東京系 ドラマ24                      | テレビ東京系 ドラマ24                      | テレビ東京系 ドラマ24                      |
| 前番組                                     | 番組名                                     | 次番組                                     |
| ------------------------------------------ | ------------------------------------------ | ------------------------------------------ |
| 忘却のサチコ （2018年10月13日 - 12月29日） | フルーツ宅配便 （2019年1月12日 - 3月30日） | きのう何食べた? （2019年4月6日 - 6月29日） |